# Эллсопп, Чарльз, 6-й барон Хиндлип
Чарльз Генри Эллсопп, 6-й барон Хиндлип (англ. Charles Henry Allsopp, 6th Baron Hindlip; 5 августа 1940 — 5 июня 2024) — британский пэр и бизнесмен, член Палаты лордов с 1993 по 1999 год.
Его основная карьера была в Christie’s, аукционном доме изящных искусств, где он был генеральным менеджером Christie’s New York, а затем председателем Christie’s, Manson & Woods и, наконец, Christie’s International.

## Биография
Родился 5 августа 1940 года. Старший сын майора Генри Ричарда Эллсоппа, 5-го барона Хиндлипа (1912—1993), от брака с Сесили Валентайн Джейн Борвик (1910—2000), дочерью подполковника Малкольма Борвика (1882—1957).
Чарльз Эллсопп получил образование в Итонском колледже. Служил в гвардии Колдстрима с 1959 по 1962 год, когда он стал работать в Christie’s. Только через три года он был назначен генеральным менеджером Christie’s в Нью-Йорке, где оставался до 1970 года. Вернувшись в Лондон, он был директором Christie’s, Manson & Woods с 1970 года, заместителем председателя с 1985 года и председателем с 1986 по 1996 год, когда он занял пост председателя Christie’s International, на этом посту он оставался до 2002 года. С 2003 по 2004 год он был заместителем председателя Agnew’s.
Чарльз Эллсопп сменил своего отца на посту 6-го барона Хиндлипа в 1993 году, став членом Палаты лордов Великобритании. Его последняя речь там, 10 февраля 1999 года, была посвящена теме droit de suite.
Он был попечителем исторической верфи Чатема с 1989 по 2000 год и является членом White’s и Pratt’s.
Умер 5 июня 2024 года в возрасте 83 лет.

## Брак и дети
18 апреля 1968 года Чарльз Эллсопп женился на Фионе Виктории Джин Атерли (18 ноября 1947 — 6 января 2014), дочери достопочтенного Уильяма Джонстона Макгоуэна, второго сына Гарри Макгоуэна, 1-го барона Макгоуэна. Они жили в Лидден-Хаусе, Кингс-Стэг, недалеко от Хейзелбери-Брайан, Дорсет. У них было четверо детей:
- Достопочтенная Кирсти Мэри Эллсопп (род. 31 августа 1971), британская телеведущая, журналистка и предприниматель. Двое детей от Бена Андерсена
- Достопочтенный Генри Уильям Эллсопп, 7-й барон Хиндлип (род. 8 июня 1973), женат с 2012 года на достопочтенной Наоми Гаммер (род. 1984)
- Достопочтенная София Атерли Эллсопп[англ.] (род. 1980). С 2009 года замужем за Робертом Флетчером
- Достопочтенная Наташа Фиона Эллсопп (род. 1986), с 2016 года замужем за Уильямом Фредериком Дунканом Морли (род. 1984).

## Награды
- Кавалер ордена Почётного легиона (Франция) (1998 год)[3].